# 北海道警察本部爆破事件
北海道警察本部爆破事件（ほっかいどうけいさつほんぶばくはじけん）とは、1975年（昭和50年）7月19日に北海道札幌市中央区で発生した爆弾テロ事件。
公訴時効が成立し、未解決事件となった。

## 事件の概要
1975年7月19日午後1時57分頃、北海道札幌市中央区の北海道警察本部庁舎（以下「道警本部」）3階廊下にあった金属製ロッカーが突然大音響とともに爆発した。白煙が辺り一面に充満し、窓ガラスや壁を吹き飛ばした。この爆発で、近くにいた警察官と事務職員の4人が負傷したが、この日は土曜日で大半の職員が午前で退庁したため、被害者は少数だった。3階は道警本部警備部が置かれており、北海道における公安警察の中枢であった。
その後の現場検証で、多くのパチンコ玉と粉ミルク缶の破片が発見された。これらの証拠から、粉ミルク缶に火薬と殺傷能力を高めるためのパチンコ玉を詰めた「パチンコ玉爆弾」であることが判明した。
この日の午後6時27分頃、道警本部の電話交換台に「大通公園コインロッカー18号」と言って、そのまま切れた不審電話があった。警察官が付近を調べたところ、「市営地下鉄大通駅コインロッカー18号」にラベルエンボッサー（現在のラベルプリンターに相当する機器）で打たれた全文カタカナの犯行声明文が貼られていた。犯行声明文は「東アジア反日武装戦線」名義で、「アイヌモシリを植民地支配している北海道警察を攻撃した」旨が記されていた。
ちょうど2ヶ月前の5月19日に連続企業爆破事件を起こした東アジア反日武装戦線のメンバーが一斉検挙されており、彼らの残党による犯行とみられた。1976年3月の北海道庁爆破事件の容疑で逮捕された大森勝久が道警爆破事件の容疑でも逮捕されたが、道警爆破事件に関しては証拠不十分で不起訴となっている。最終的に公訴時効が成立し、未解決事件となった。